# Desoxidationsmittel
Als Desoxidationsmittel bezeichnet man in der Metallurgie Elemente, die den in der Schmelze gelösten, freien Sauerstoff an sich binden und somit Gasblasen (daraus entstehen Blockseigerungen) und Oxidationen von Legierungsbestandteilen verhindern.

## Weblink
- Erläuterung bei giessereilexikon.com. Abgerufen am 24. April 2013